# Liste der Weihbischöfe in Trier

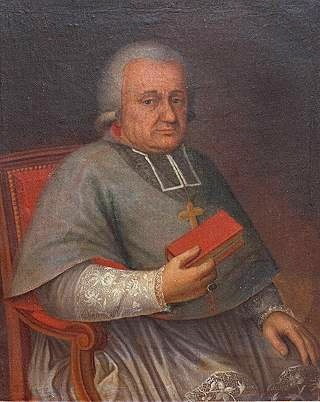
Weihbischof Johann Michael Josef von Pidoll (1794–1802)

Die folgenden Personen waren als Weihbischöfe im Bistum Trier tätig:
- Wolfram von Fleckenstein, Titularbischof von Salvien (1311–1312)[1]
- Hartung Marggravius, Titularbischof von Macri (Juli 1315–nach 1317)[2]
- Nikolaus Lavesque von Arlon OCarm, Titularbischof von Akkon (1344–1362)[3]
- Johannes von Zazenhausen (nachgewiesen 1361–1376)[4]
- Konrad von Aldendorf, Titularbischof von Azot (1392–1416)[5]
- Johannes de Monte, Titularbischof von Azot (1419–1442)[6]
- Hubert Yffz (Hubertus Agrippinus, episc. Azotensis) (OPraem), Abt der Abtei Rommersdorf, Titularbischof von Azot (1451–1483), † 5. Februar 1483[7]
- Johannes von Eindhoven (C.R.S.A.), Titularbischof von Azot (1483–1508)[8]
- Johannes von Helmont (O.S.B.) (1508–1517)[9]
- Johannes Enen, Titularbischof von Azot (1517–1519)[10]
- Nicolaus Schienen, Titularbischof von Azot (1519–1556)
- Gregor von Virneburg, Titularbischof von Azot (1557–1578)[11]
- Peter Binsfeld, Titularbischof von Azot (1580–1598)
- Georg von Helfenstein, Titularbischof von Azot (1599–1632)
- Otto von Senheim (OP), Titularbischof von Azot (1633–1662)[12]
- Johannes Holler, Titularbischof von Azot (1663–1671)[13]
- Johann Heinrich von Anethan (1676–1680)
- Maximilian Heinrich von Burmann, Titularbischof von Diocletiana (1681–1685)[14]
- Johannes Petrus Verhorst, Titularbischof von Alba (1687–1708)[15]
- Johann Matthias von Eyss (1713–1729)[16]
- Lothar Friedrich von Nalbach, Titularbischof von Emmaus, (1730–1748)
- Johann Nikolaus von Hontheim, Titularbischof von Myriophytos (1748–1790)
- Johann Maria Cuchot d’Herbain, Titularbischof von Ascalon (1778–1794)
- Johann Michael Josef von Pidoll, Titularbischof von Diocletianopolis (1794–1802)
- Johann Heinrich Milz, Titularbischof von Sarepta (1825–1833)
- Wilhelm Arnold Günther, Titularbischof von Arabia (1834–1843)
- Johann Georg Müller, Titularbischof von Thaumacus (1844–1847)
- Godehard Braun, Titularbischof von Callinicum (1849–1861)
- Matthias Eberhard, Titularbischof von Caesarea Philippi (1862–1867)
- Johann Jakob Kraft, Titularbischof von Castoria (1868–1884)
- Heinrich Feiten, Titularbischof von Amyzon (1887–1892)
- Karl Ernst Schrod, Titularbischof von Basilinopolis (1894–1914)

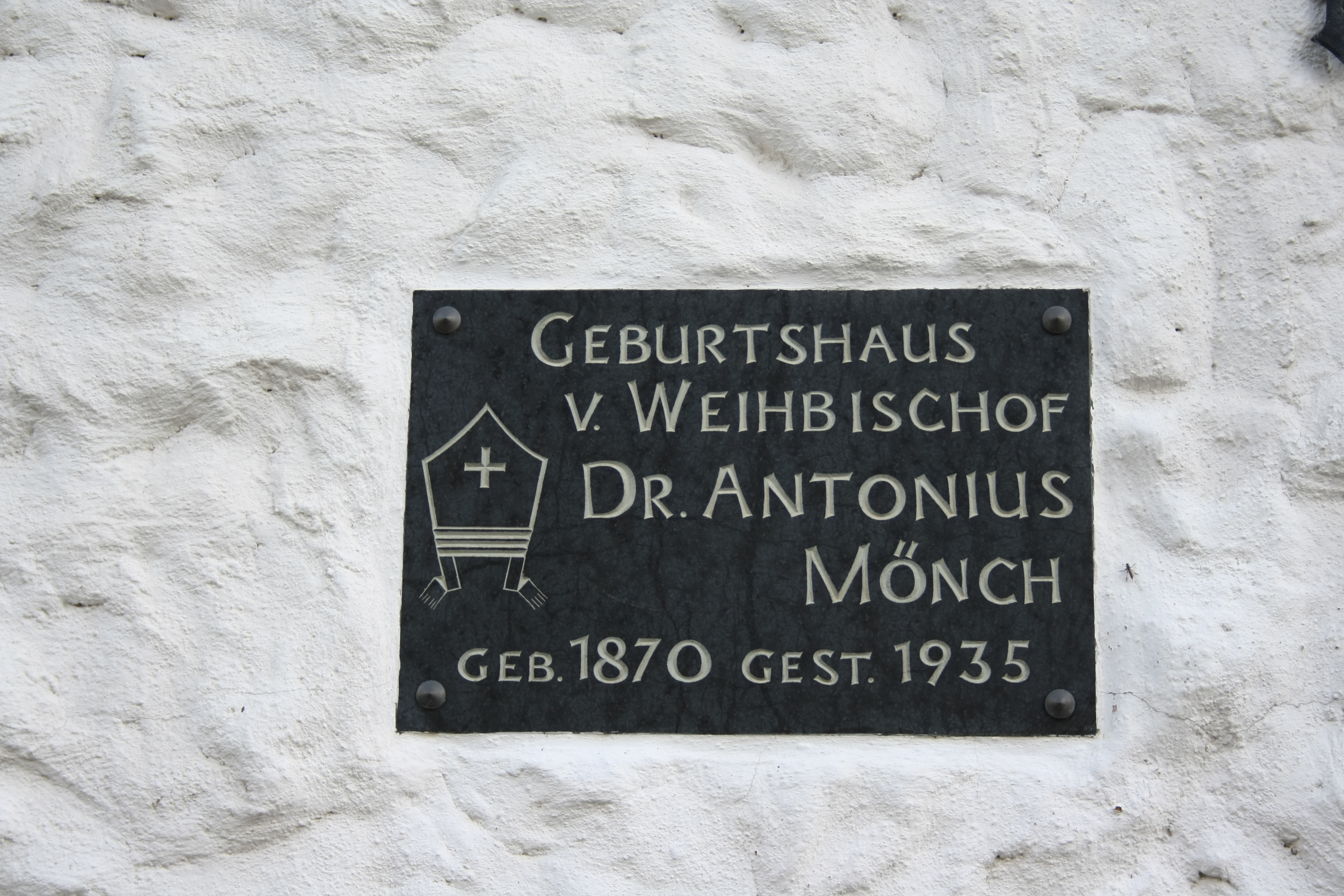
Gedenktafel für Antonius Mönch in Holzweiler (Grafschaft)

- Antonius Mönch, Titularbischof von Polystylus (1915–1935)
- Albert Maria Fuchs, Titularbischof von Cibyra (1935–1944)
- Heinrich Metzroth, Titularbischof von Thyatira (1941–1951)
- Bernhard Stein, Titularbischof von Dagnum (1944–1967)
- Matthias Wehr, Titularbischof von Helenopolis in Palaestina (1951)
- Carl Schmidt, Titularbischof von Thasus (1962–1981)
- Alfred Kleinermeilert, Titularbischof von Pausulae (1968–2003)
- Karl Heinz Jacoby, Titularbischof von Sulci (1968–1993)
- Leo Schwarz, Titularbischof von Abbir Germaniciana (1982–2006)
- Gerhard Jakob, Titularbischof von Vergi (1993–1998)
- Felix Genn, Titularbischof von Uzalis (1999–2003)
- Robert Brahm, Titularbischof von Mimiana (seit 2003)
- Jörg Michael Peters, Titularbischof von Forum Traiani (seit 2003)
- Stephan Ackermann, Titularbischof von Sozopolis in Haemimonto (2006–2009)
- Helmut Dieser, Titularbischof von Narona (2011–2016)
- Franz Josef Gebert, Titularbischof von Vegesela in Byzacena (2017–2024)